# Per uomini soli

Per uomini soli (traduction littérale française : Seulement pour les hommes) est un film comédie italien réalisé en 1938 par Guido Brignone.

## Synopsis
Une équipe américaine doit tourner un film en Italie et le réalisateur cherche les bons environnements avec la protagoniste. La Rencontre d' un jeune ténor permet au réalisateur de créer un scénario et encourage les deux protagonistes à se rencontrer et peut-être à tomber amoureux, ce qui pourrait s'avérer   utile pour le futur film, mais le père et la petite amie du ténor le convainquent de la futilité de cet amour.

## Fiche technique
- Titre : Per uomini soli
- Réalisateur : Guido Brignone
- Scénario : Luciano Doria, Aldo Vergano, Nino Giannini
- Musique : Ulisse Siciliani
- Photographie : Carlo Montuori
- Montage : Giuseppe Fatigati
- Décors : Piero Filippone
- Production : Romulus Film, Lupa Film
- Distribution : Consorzio Italiano Film
- Date de sortie : 16 décembre 1938
- Durée : 80 minutes
- Pays de production :  Italie
- Date de sortie : 1938

## Distribution
- Antonio Gandusio : Barnaba Tamburini
- Carlo Buti : Carlo Lupoli
- Paola Barbara : Cecchina Spolveri
- Fanny Marchiò  : Herta Gerbins
- Guido Riccioli : Ulisse Lupoli
- Loris Gizzi : Ladislao Paszkowsky
- Pina Renzi : Miss Betty Thompson
- Virgilio Riento : Pasquale Pappalardo
- Giulio Alfieri  : Natalino Sperenza
- Oreste Bilancia
- Enzo Biliotti